# Castelo de Rauheneck (Baviera)

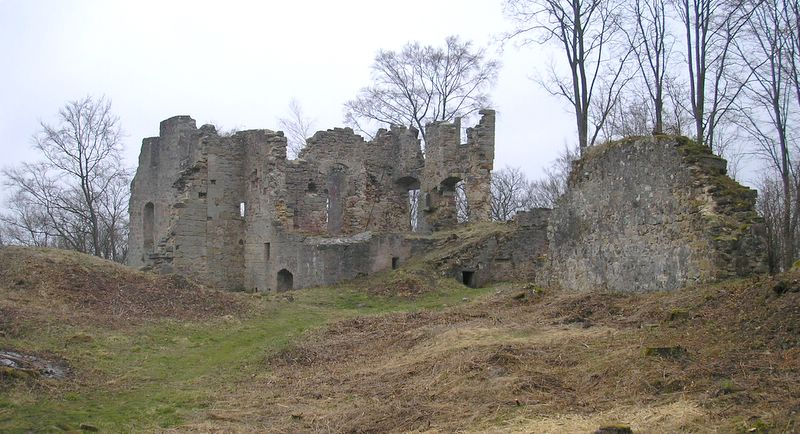
Ruínas do palácio do castelo de Rauheneck.

O castelo de Rauheneck (agora Raueneck pela ortografia comum, "canto arborizado - bewaldetes Eck - cume de montanha") é um castelo alemão e antigo Amtsburg (centro administrativo), actualmente em ruínas, da diocese de Würzburg em Haßberge, distrito de Haßberge, na região bávara da Baixa Francónia. O complexo, desesperadamente necessitado de renovação, esteve fechado até 2006 devido ao perigo de colapso. Contudo, pôde ser inserido desde o início um sistema de segurança ainda não concluído.

## Localização geográfica
As ruínas do castelo de colina situam-se num monte no contraforte do Haubeberg, a uma altitute de 428 acima do nível do mar, a norte da aldeia de Vorbach, uma fracção (stadtteil) do antigo município de Ebern. O castelo está cercado pela floresta mista do Parque Natural de Haßberge (Naturpark Haßberge).

## História

### Castelo

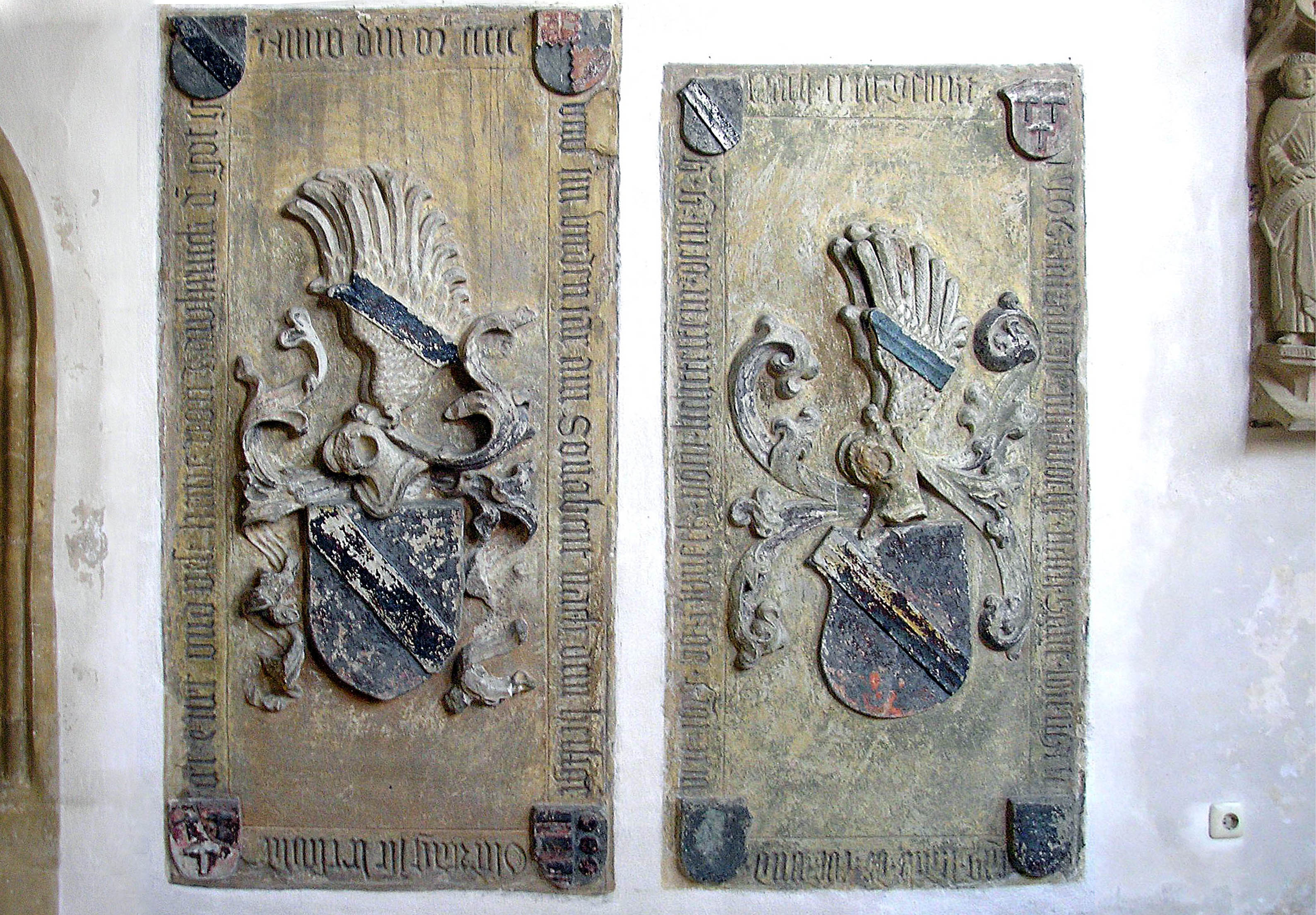
Pedras tumulares dos falecidos Marschalke von Rauheneck na igreja paroquial de São Kilian de Pfarrweisach.

Segundo a lenda, o castelo de Rauheneck foi construído pelos Bramberger, em 1180, depois da destruição do vizinho castelo de Bramberga. A família passou a adoptar depois o nome do seu novo castelo. Em 1231, Ludwig von Ruheneck é apresentado no Edelfrei com metade do castelo e outros imóveis sob a suserania da diocese de Würzburg. Certamente, esta suserania não foi de todo voluntária. A família von Rauheneck deve ter-se extinto pouco depois (cerca de 1250).
Nas fontes escritas, os Senhores de Rauheneck são identificados como nobiles ("Edelfreie"). A ligação genealógica com os edelfreien de Bramberg é realmente de considerar. Friedrich von Rauheneck usou ocasionalmente o apelido "von Bramberc". Ele colocou-se na disputa sobre a herança do Andechs-Merânia contra o Bispo de Bamberg (em 1248).
Para proteger o senhorio (herrschaft), aliou-se com inúmeras famílias da baixa aristocracia e passou vários dos seus domínios para os seus vassalos. Georg Ludwig Lehnes enumera em 1841/1842, no seu Geschichte des Baunach-Grundes dos Senhores de Lichtenstein, os Kößeln, Gemeinfeld, Brünn, Hofheim, Ostheim, Scherschlitz, Kotzenwinden (Kurzewind), Redwitz, Breitenbach, Westheim, Mehried, Holfeld, Neubrunn, Schoder e Kliebern como tendo relações de fidelidade com os Raueneck. Os nomes de alguns desses servos mostram que, na Idade Média, em quase todas as aldeias das cercanias residia uma família da pequena nobreza. No entanto, ao longo dos séculos, todas essas famílias ou extinguiram-se ou recairam para burgueses ou camponeses.

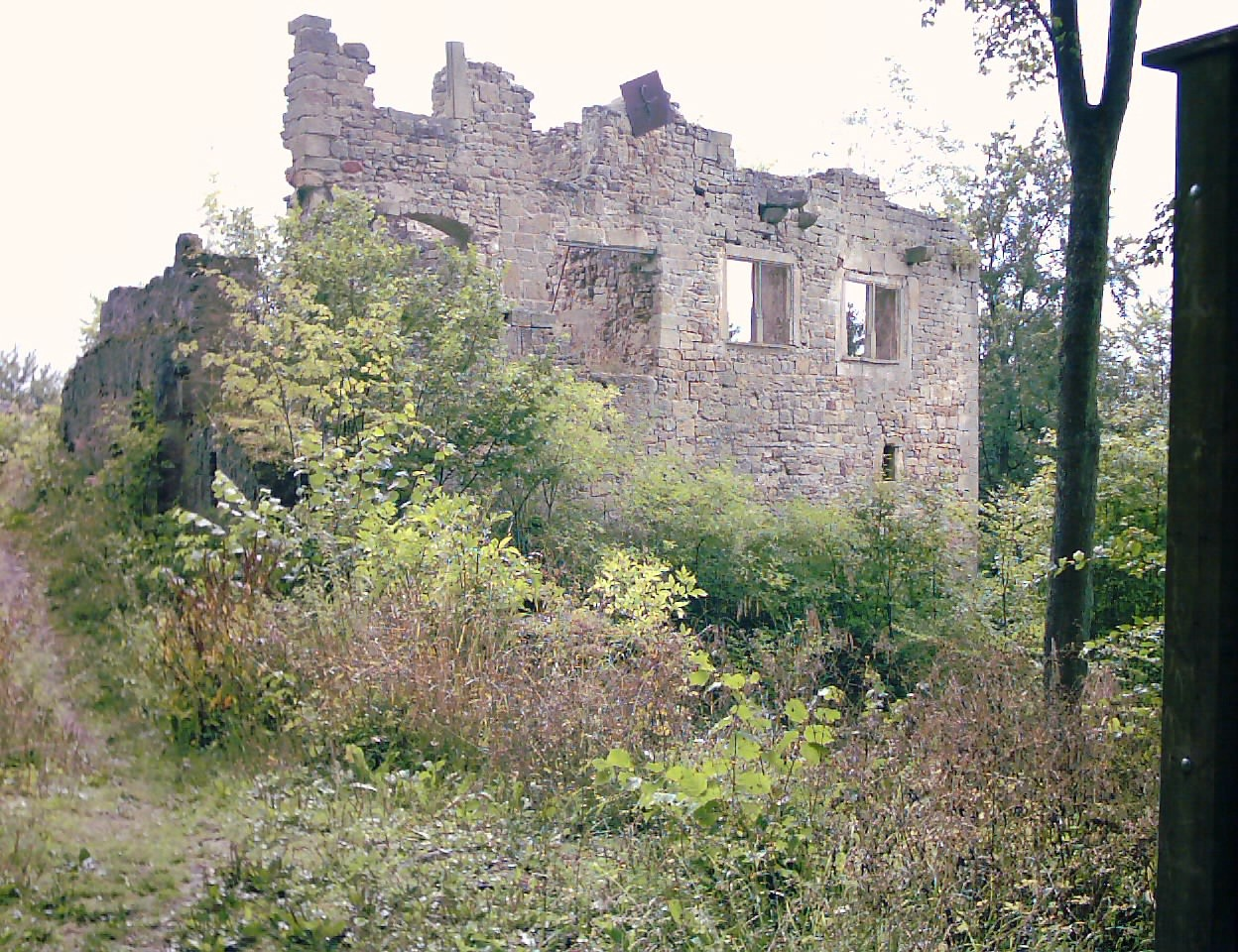
O palácio em Agosto de 2005.

Possivelmente, a aproximação ao bispado de Würzburg terá sido uma reacção aos conflitos intra-familiares. Por causa duma disputa com o seu sobrinho Friedrich, Ludwig von Rauheneck transmitiu as suas propriedades para o bispado, uma segunda vez em feudo, em 1244. Para compensar, foi nomeado burgmann (castelão) em Rauheneck.
O bispado ocupou o castelo, depois da extinção dos Senhores de Rauheneck, com vogteis e burgmannen. Em 1300, Konrad Staudigel exercia esse cargo. Em 1304 aparece um  Wolvelin (provavelmente um Stein zu Altenstein) como responsável pelo amt (amtsträger). Em 1338, Heinrich von Sternberg é identificado como burgmann hereditário em Rauheneck. No mesmo ano, também Albrecht von Aufseß prestou homenagem como burgmann hereditário em Rauheneck.
Em 1341, Heinrich von Wiesen tomou assento na fortaleza e em 1346 foi a vez de Hans Truchseß von Birkach. Em 1364, Apel Fuchs foi citado em documentos. Antes de 1378, Gecke von Füllbach era amtmann para Rauheneck.

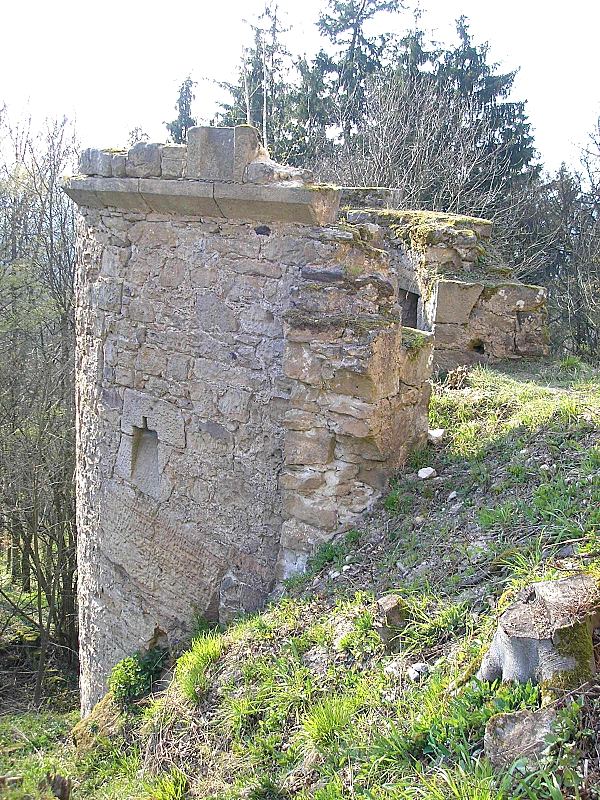
A torre zwinger de sudoeste.

Nos séculos XIV e XV, os Marschalk von Rauheneck permaneceram como vassalos do castelo. Em 1378 surge Dietz Marschalk como primeiro da sua linhagem na fortaleza. Dietz investiu 280 florins na expansão do seu amtsburg, quantia que, mais tarde, viria a receber de volta do bispado. Também teve que depositar uma quantia adicional de 120 gulden para a propriedade do castelo. Desde a sua tomada de posse, a propriedade do castelo estava associada com o pessoal do amt.
Até 1379, Kemmerer também hanitaram nop castelo como co-herdeiros. Posteriormente, Apel Dietrich e Bernhard Kemmerer venderam as suas partes à família Marschalk. Em 1430, os Marschalk investiram 200 gulden na modernização da fortaleza, dada a ameaça representada pelos hussitas.

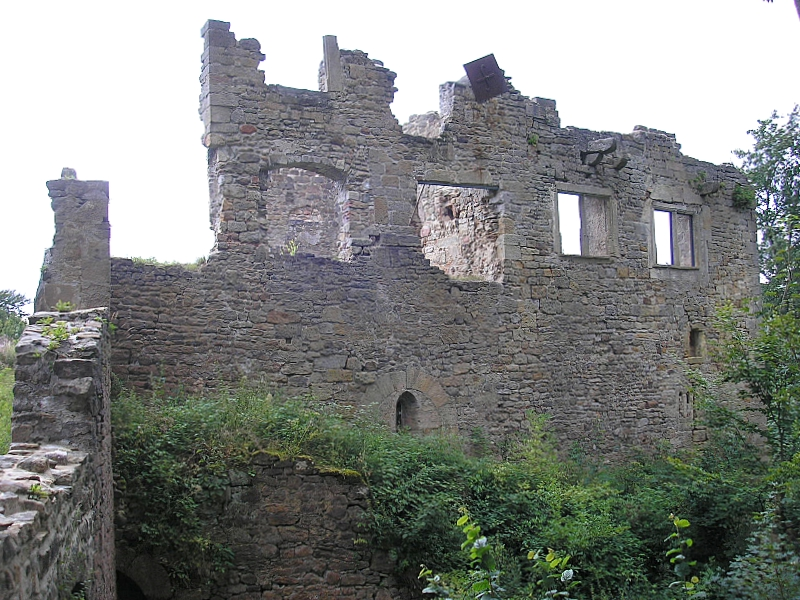
O palácio visto de leste. À esquerda, restos da muralha do zwinger.

Em 1445, o bispado enfeudou novamente Wilhelm Marschalk com Rauheneck. Heinz Marschalk entregou o feudo de volta a Würzburg. De seguida, o castelo foi hipotecado e foi arrebatado ao bispo com dinheiro vivo. Depois disso, começou a unificação gradual dos amter de Ebern, Seßlach, Bramberg e Rauheneck. Christoph Fuchs, antigo amtmann para Ebern e Seßlach, também passou a dirigir o amt de Rauheneck.
Em 1483, o senhorio foi hipotecado, uma vez mais, por 1000 gulden. Depois de Hartung von Bibra ter arrebatado o senhorio em 1486, o castelo foi-lhe atribuído como sede. Teve que comprometer-se a manter lá três cavaleiros (soldados) e os seus cavalos.

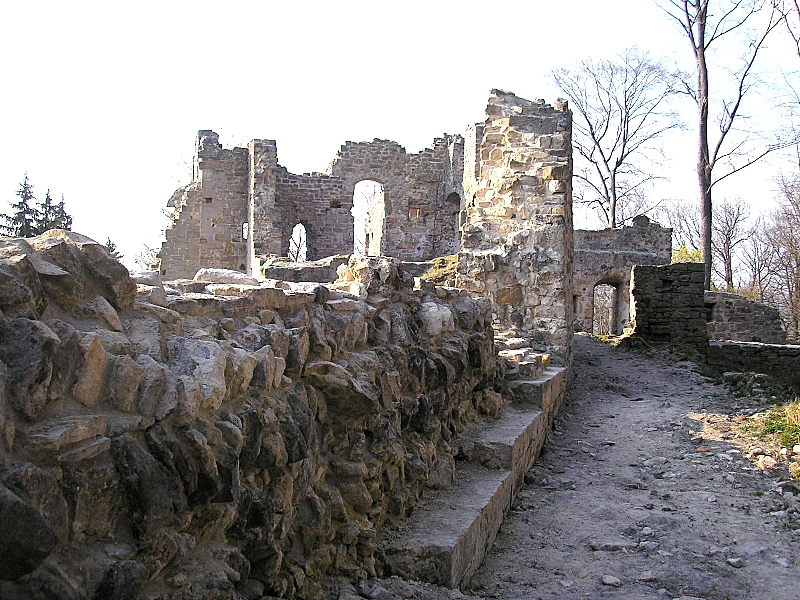
Vista do palácio a partir do zwinger leste. À esquerda vê-se o enchimento interior das muralhas.

Depois da extinção da família Marschalk, em 1550, com Friedrich Marschalk, o castelo reverteu novamente para o Bispado de Würzburg. Durante a Guerra dos Trinta Anos. o amt foi usado como praça de recrutamento por 12 companhias de infantaria. Em 1633/1634, acamparam no castelo, então sob administração sueca, duas divisões de cavalaria. O amtmann sueco Lorenz Scheffer abriu novamente caminho, pouco depois, para a entrada de pessoal católico no amt.
O complexo ainda foi mantido como sede do amt würzburguense até ao final do século XVII, sendo abandonado em 1720. O duplo-amt Bramberg-Rauheneck foi transferido, em 1685, para a vizinha cidade-amt de Ebern. Os dois amter já se tinham unidos em 1560. O último amtmann, Liborius Friedrich von Hausstein, achou o castelo de colina muito isolado e, por esse motivo, mudou a nova sede do amt para a cidade.
A partir de 1829, os Freiherr de Rotenhan tomaram posse do complexo e, desde então, exte degradou-se quase livremente. Em Julho de 2006, começou o dispositivo de emergência do castelo, depois do distrito de Haßberge ter conseguido arrendar a área pelas próximas décadas. Como medida preparatória, foi levada a cabo uma escavação arqueológica de ensino sob direcção de um arqueólogo especialista na época medieval.

### Capela
Já em 1232 foi mencioanda uma capela no castelo, a qual estava incorporada na paróquia de Ebern. Em 1428 é identificado um capelão. Era nesta capela que as populações das aldeias vizinhas de Jesserndorf e Bischwind assistiam aos serviços religiosos e o pastor de Ebern recebia anualmente cinco libras heller como compensação (1435). O templo foi dedicado a São João Baptista e ficava há no zwinger do castelo. Em 1436, o Bispo de Würzburger permitiu a criação de um cemitério.
A igreja foi utilizada mesmo depois da evacuação do castelo, até 1745. No entanto, a casa paroquial já tinha sido abandonada em 1615.
Aparentemente, de início a capela do castelo ficava no piso térreo do palácio, ao lado da futura sala dos porteiros. Conserva-se ali uma estreita janela de arco quebrado na parede exterior. É possível que aquele espaço do piso térreo tenha usado como local de devoção mesmo após a construção da nova capela. Nos restos da parede de passagem em arco para a pequena sala da guarda ainda são visíveis duas cruzes de consagração.

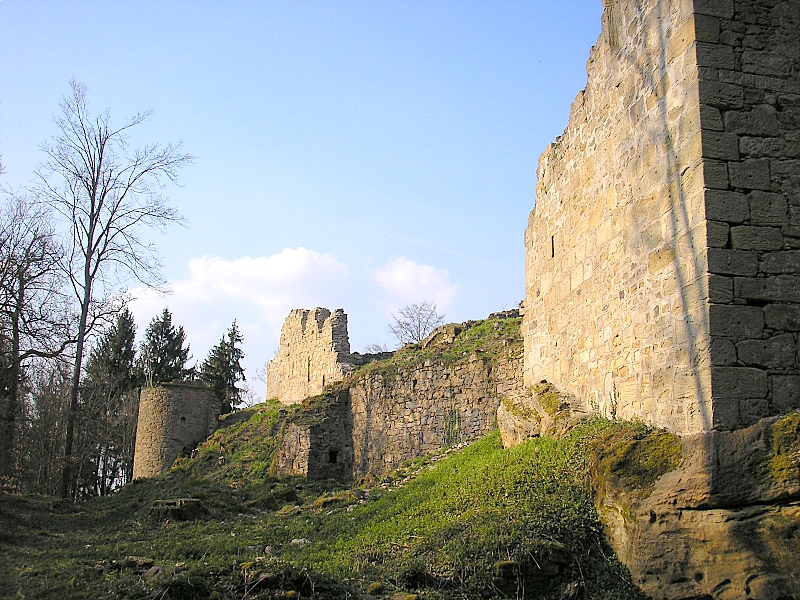
O lado oeste do castelo visto de sul, com a capela e a torre zwinger sudoeste
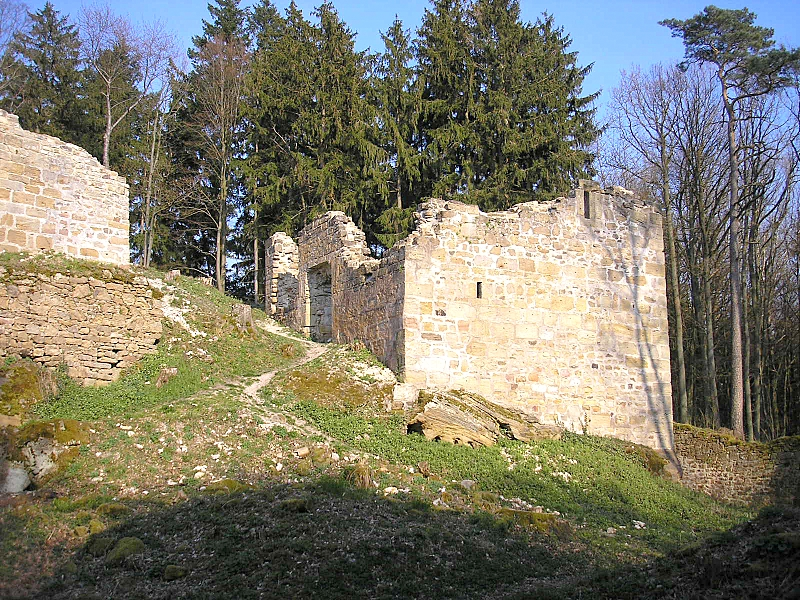
A capela do castelo. À esquerda, o suposto portão principal medieval. Condições antes do restauro.
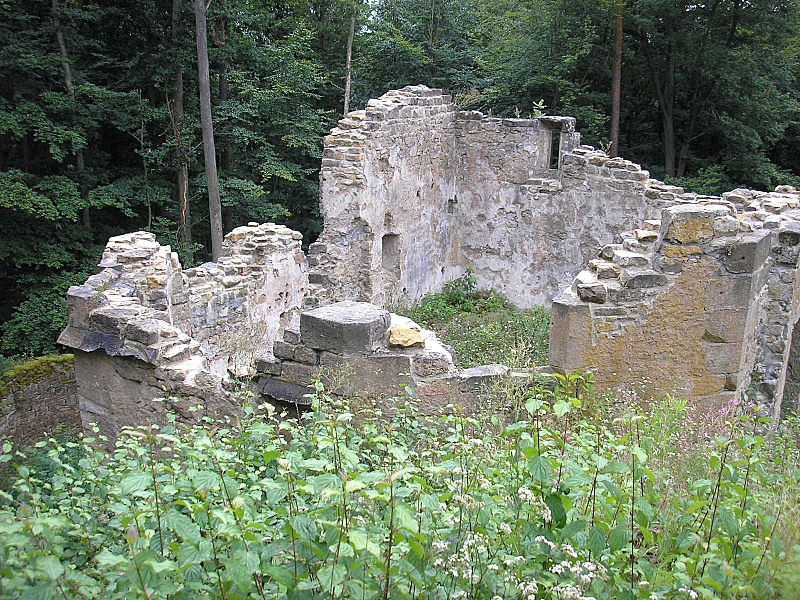
A capela do castelo depois do salvamento das coroas murais (Agosto de 2007).

### O Müller von Raueneck
Em 1842, apareceu em Würzburg a Geschichte des Baunach-Grundes in Unterfranken ("História dos terrenos de Baunach na Baixa Francónia"), numa auto-publicação do autor Georg Ludwig Lehnes. Ele defendeu a opinião generalizada de que a família dos Marschalke von Raueneck se havia extinto em 1550.
No dia 1 de Agosto de 1842, um tal G. K. W. Müller von Raueneck publicou, em Schleusingen, uma "correcção" dessa opinião, onde afirmava ser um descendente dessa linhagem. Supostamente, um Georg von Raueneck havia perdido a sua fortuna como resultado de disputas familiares e, por isso, teria entrado no exército imperial em 1508. A sua esposa, uma Lichtenstein por nascimento, teria falecido pouco antes. Por esse motivo, o nobre ter-se-ia visto obrigado a entregar o seu filho de quatro anos, Friedrich, a Müller von Frickendorf, o qual não teria filhos, para que este o educasse. Mais tarde, este teria nomeado o Rauenecker como seu herdeiro, mas exigindo que a linhagem se passasse a chamar Müller zu Raueneck. Além disso, os Rauenecker também teriam um tronco comum com os austríacos Rauheneckern. Lehnes, no entanto, defendeu uma ligação genealógica com a família dos Senhores de Rotenhan.
Esta "corecção" foi acrescentada sem comentários na reimpressão de 2005 de Geschichte des Baunach-Grundes. Na verdade, o nome Müller von Raueneck aparece até hoje em algumas listas de nobreza. No entanto, actualmente parece estar fora das listagens na Alemanha. O autor da "correcção" ainda acrescentou nos seus comentários uma lista mestra dos Müller von Raueneck e trechos de documentos não esclarecidos.
Os detalhes do misterioso G. K. W Müller von Raueneck ainda não foram seriamente verificados por especialistas na área. Ainda não é claro se isto terá sido uma brincadeira, talvez do ambiente académico. Lehnes era um simples balconista de arquivo sem qualquer formação académica, sendo um dos primeiros empenhados "pesquisadores locais", cujo trabalho pode ter sido denegrido desta forma.

## Descrição

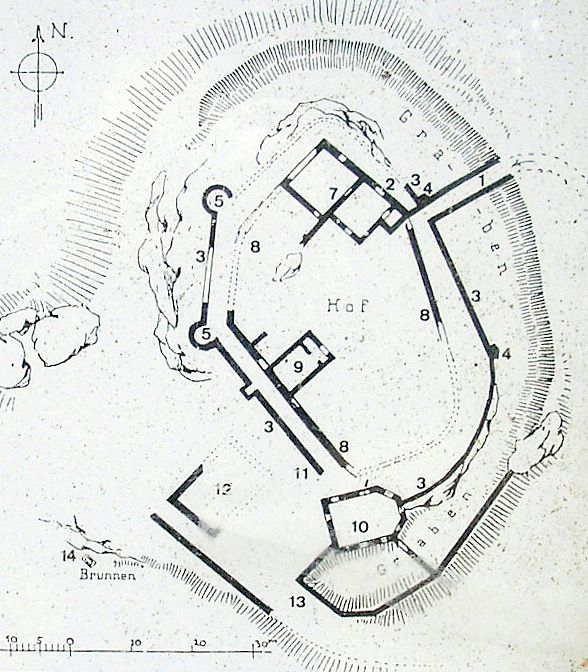
Planta do complexo (inventário dos monumentos históricos em 1916, placa informativa frente ao castelo.

Estão conservados parte do impressionante zwingwr do tempo dos hussitas, com duas torres redondas e uma saliência de tiro, as ruínas do palácio e a capela tardo-gótica, assim como duas abóbadas das caves.
Hoje, entra-se no complexo no lado leste por uma ponte de pedra em arco datada dos séculos XVI/XVII. Esta ponte tornou-se necessária depois que mudaram a entrada principal para perto do palácio e uma vez que tinha que se passar o fosso antes do zwinger. Um portão adicionado anteriormente teve o direito de se manter no piso térreo do palácio. O portão principal original pode ter sido um buraco na muralha em frente da capela, no outro lado do castelo (reconstituição proposta por Joachim Zeune).
Durante a construção da ponte, uma das duas saliências de tiro do zwinger foi em grande parte eliminada. A saliência restante está profundamente ameaçada, já tendo a sua parte esquerda entrado em colapso há décadas.

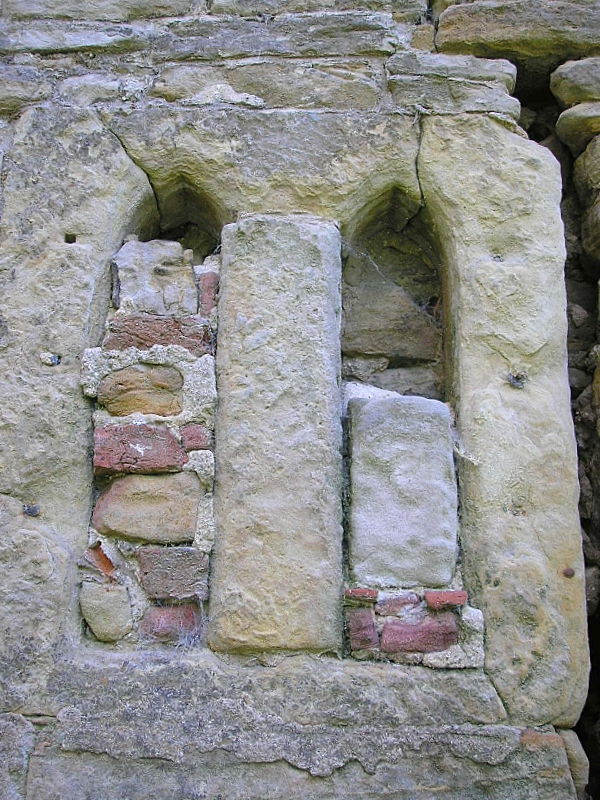
Janela dupla tardo-gótica no piso térreo da parede leste do palácio.

À direita erguem-se as ruínas do não consolidado palácio (séculos XIII a XVI). As enormes janelas renascentistas do piso térreo trazem consigo graves problemas de conservação histórica. Uma das janelas foi sustentada com uma viga de aço. Interessante é uma pequena lareira na diminuta câmara perto da ponte. É provável que tenha sido utilizada para a sala do porteiro. Dos restantes espaços interiores restam apenas restos de paredes e das abóbadas das caves.
Se o castelo alguma vez possuiu uma torre de menagem, essa nunca pôde ser encontrada. Como um possível local dessa hipotética torre principal, alguns pesquisadores têm considerado um amontoado de escombros a oeste do palácio. Uma imagem altamente estilizada de um mapa de 1665 mostra uma torre, coroada por um telhado de duas águas, próximo da capela. Essa ilustração é vista no projecto-web Burgen in Bayern (Castelos na Baviera) da Casa da História Bávara como uma prova da torre de menagem do castelo. Contudo, a representação esquemática não pode, certamente, garantir qualquer conclusão sobre a existência real de tal estrutura no complexo. Até à realização duma investigação arqueológica profissional no lugar da alegada torre, todas as considerações pertinentes permanecem especulativas. No entanto, quando Dietz Marschalk assumiu a responsabilidade do amt, em 1378, comprometeu-se a pagar o vigia (türmer) e o porteiro (torwart).

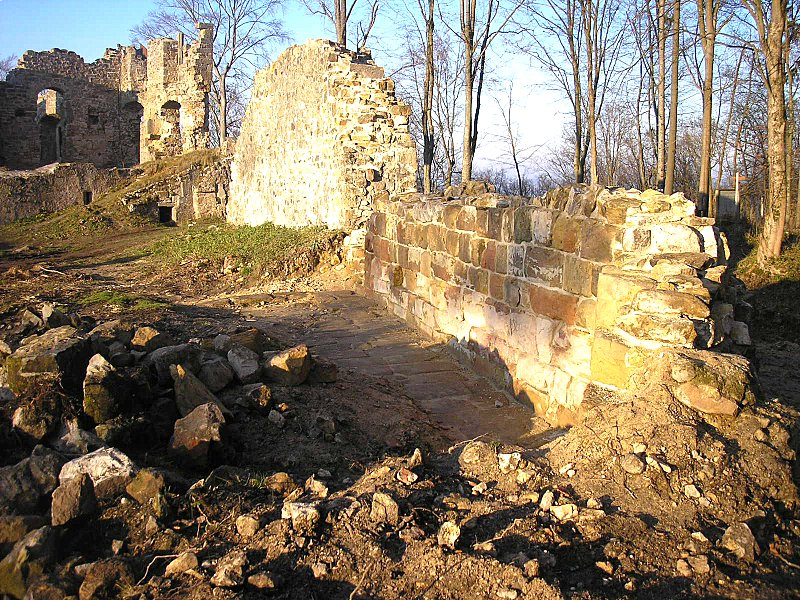
As velhas muralhas expostas, com o revestimento.

Dignas de nota são as ruínas da tardo-gótica antiga capela do castelo, que se projectam no fosso como uma bastião. Ainda existem restos de reboco que conservam as cruzes da consagração originais. A capela é especialmente afectada pelo vandalismo crescente nas ruínas. No in+icio de 2005, uma parte da bela cornija do lado exterior foi lançada no fosso. Alguns danos estruturais resultaram duma tentativa fracassada de reabilitação dos topos das paredes, levada a cabo por um grupo de jovens no início do século XX. Em 1980, foi descoberto um esqueleto humano por uma escavação ilegal, sugerindo que estava um túmulo ou uma sepultura sob a igreja.
No lado do vale do zwinger podem ver-se duas torres redondas, um longo pedaço da muralha do zwinger à esquerda da capela e uma projecção em forma de torre que pode ser interpretada como uma cisterna.

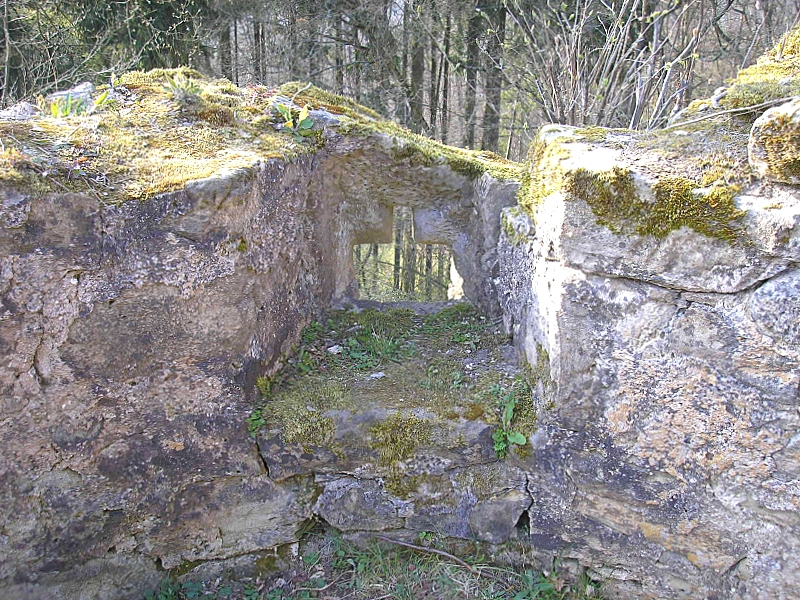
Vão da torre noroeste do zwinger.

Abaixo do núcleo do castelo (hauptburg) exitia um grande pátio exterior (vorburg) que o precedia. Aqui encontra-se o muro da empena de um grande edifício com aparência de celeiro. Em 2008 também esta parte do castelo podia não estar consolidada. Naquele ambiente, também se encontram outros restos de parede, rectificações de rocha e um bebedouro de pedra. Mais acima fica a entrada para uma espaçosa caverna artificialmente ampliada, que aparentemente era usada como adega.
A nordeste do castelo, um grande afloramento de rocha apresenta evidências claras de processamento humano. No topo, foi escavada uma cavidade rectangular, possivelmente usada como uma outra cisterna. Ao lado, uma pedra memorial assinala o assassinato não solucionado de um apanhador de bagas no início do século XX. A pedreira reconhecível por trás, provavelmente, já na Idade Média terá fornecido pedra para a construção do castelo.
Todo o complexo do castelo foi construído num arenito trazido de perto. Muitos elementos arquitectónicos belos são negligenciados e deixados cobertos de musgo no chão da floresta.
O complexo está em forte risco de colapso, embora no verão de 2006 tenha sido começado um dispositivo de segurança de emergência. O declínio é acelerado por um regular turismo esotérico e ocultista.
O castelo é uma das estações do circuito de castelo (Burgenkundlichen Lehrpfades) do distrito de Haßberge.

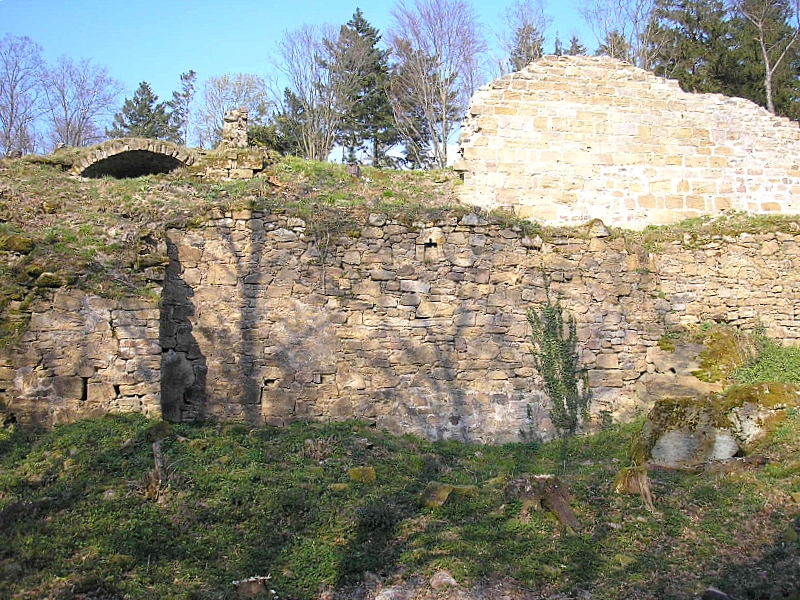
O zwinger oeste com a torre cisterna (esquerda), sobre uma das duas abóbadas da cave restantes
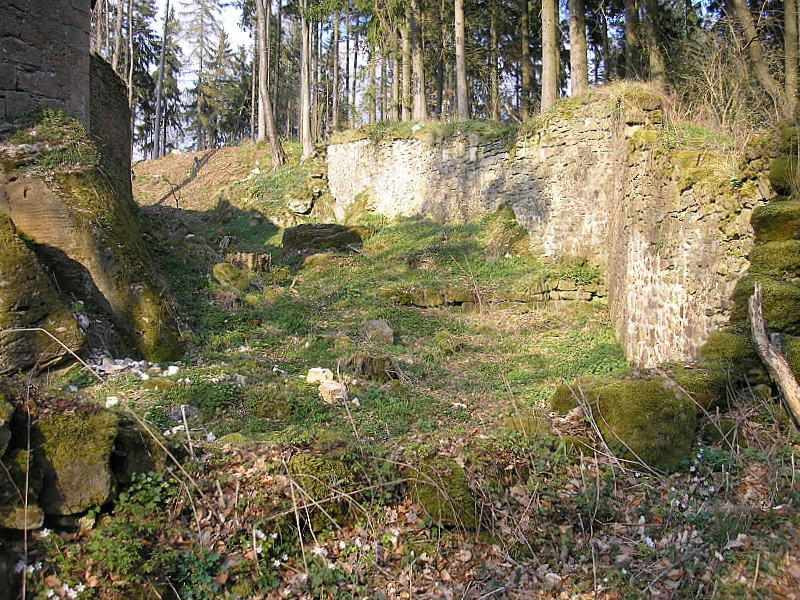
O fosso visto de noroeste com as fundações do muro transversal
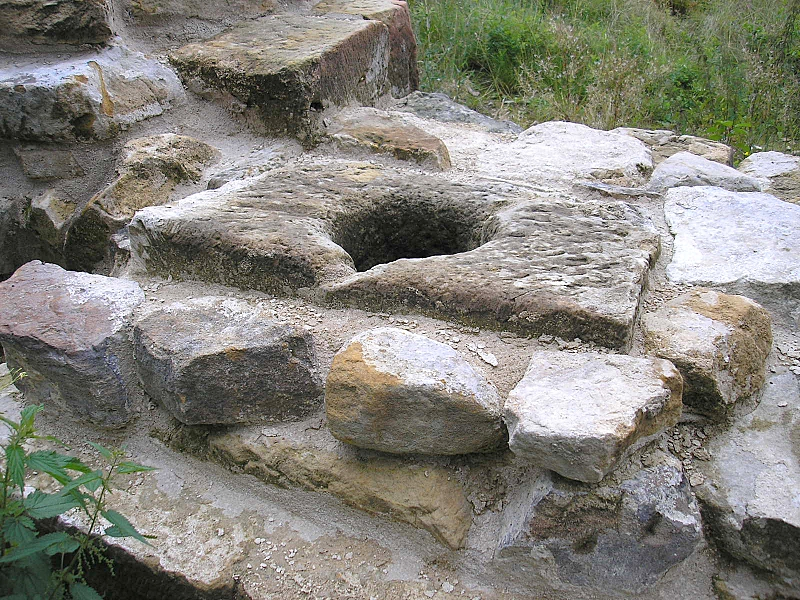
Latrina nas muralhas medievais do lado leste. O canal de escoamento foi aberto no fosso antes da construção do zwinger
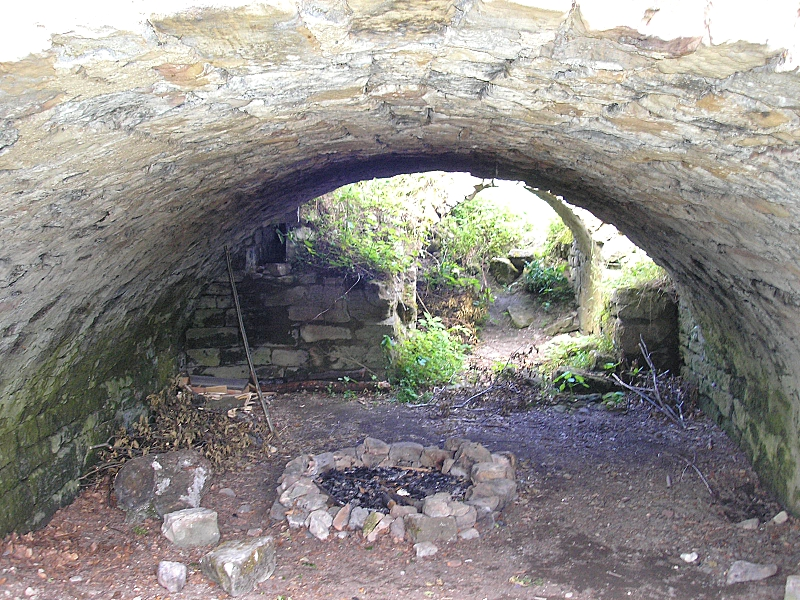
A abóbada ocidental da cave vista de leste

## A lenda do castelo
Curioso é o cumprimento da lenda do castelo sobre um tesouro enterrado, o qual só pode ser levantado por uma criança nascida num domingo, quase idêntica à lenda do homónimo castelo de Rauheneck perto de Baden, Baixa Áustria. Em ambas as tradições, o tesouro é guardado por um espírito inquieto. O caçador de tesouros deve ter sido embalado num berço construído com a madeira duma cerejeira crescida em cima do muro do castelo. A semelhança entre as duas lendas já havia sido notada por Ludwig Bechstein na sua Deutschen Sagenbuch, de 1853 (Das Kirschbäumchen auf Burg Raueneck, Nr 827). Talvez a lenda tenha sido trasferida, no início do século XIX, do mais conhecido castelo de Rauheneck nos Wienerwald para a Baixa Francónia devido à semelhança dos nomes.

## Dispositivo de emergência
No decorrer das escavações arqueológicas foram expostas, por meio de eacavações ilícitas, valas preechidas e uma parte do pano de muralha do núcleo do castelo, provenientes da Alta Idade Média. Tratava-se de um revestimento de superfície em lajes de pedra e uma latrina para a frente. A abertura da latrina situa-se na parede, o canal parcialmente preservado conduzia à vala antes da abertura do zwinger.
O subsequente dispositivo de segurança ainda não está completo. Até ao fim de 2006 foram realizadas mais medidas de segurança no palácio. Aqui, também poderia ser fechada a brecha na abóbada da cave (revestimento de tijolo). Uma janela dupla renascentista, com um dos riscos mais prementes de colapso, recebeu um quadro interno de apoio em aço.
Também a alvenaria da parede exterior exposta, com o seu preenchimento opus spicatum, já foi consolidada, assim como os topos das paredes da capela. Os detalhes arquitectónicos recentemente perdidos (capela e palácio, parede transversal para o pátio) aparentemente não serão reconstruídos.